# ليزلي سايكس
ليزلي سايكس (بالإنجليزية: Leslie Sykes)‏ هي صحفية أمريكية، ولدت في 27 يونيو 1965 في سان دييغو في الولايات المتحدة.